# Conchodytes meleagrinae
Conchodytes meleagrinae är en kräftdjursart som beskrevs av Peters 1852. Conchodytes meleagrinae ingår i släktet Conchodytes och familjen Palaemonidae. Inga underarter finns listade i Catalogue of Life.